# Нестеров Никанор Ілліч
Никанор Ілліч Нестеров (10 серпня 1899, село Семенцово, тепер Сичовського району Смоленської області, Російська Федерація — ?) — радянський військовий діяч, голова Центральної ради Тсоавіахіму УРСР, підполковник.

## Життєпис
З лютого 1918 року служив у Червоній армії, учасник громадянської війни в Росії. Член ВКП(б).
Перебував на відповідальній роботі в Центральній раді ТСОАВІАХІМу СРСР.
З 1941 по червень 1944 року — голова Центральної ради ТСОАВІАХІМу Української РСР.
З березня 1947 року — у відставці.
Подальша доля невідома.

## Звання
- підполковник

## Нагороди та відзнаки
- орден Леніна (21.02.1945)
- орден Червоного Прапора (3.11.1944)
- медаль «За перемогу над Німеччиною у Великій Вітчизняній війні 1941—1945 рр.» (1945)
- медалі